# Andrew Christian
Andrew Christian Inc.™  es una empresa estadounidense que fabrica ropa interior, trajes de baño y ropa deportiva para hombres, lleva el nombre en honor a su fundador y diseñador Andrew Christian. La marca es reconocida por su ropa interior, que incluyen líneas de la calle, deportivas y de moda de las que se destacan prendas con la parte posterior casi descubierta.

## Materiales
La ropa interior contiene características eco-amigables, incluyendo fibra de bambú y algodón orgánico. Sus productos usan más del 80 % e las materias primas de Estados Unidos y fabrica todas sus prendas masculinas a la moda y de materiales duraderos.

## Productos
Los Flashback/FlashLIFT ("espalda descubierta") son la mayor venta de productos Andrew Christian. Tienen una costura de soporte invisible integrada en la estructura de los calzoncillos que cuando un hombre lo usa, levanta y redondea las nalgas. Christian se inspiró, para crear el producto, al notar cómo los atletas duros funcionarían para mejorar sus extremos posteriores, "¿no sería genial si sólo podría poner un par de ropa interior que les de automáticamente un trasero perfecto?". En la primavera de 2009, Andrew Christian introdujo los calzoncillos con tecnología Show-It (traducido literalmente como "muéstralo" o "enséñalo") que levanta y apoya el área de los genitales, para que se vean más grandes. Según su página web, La línea con tecnología Show-It cuenta con "una copa que levanta y apoya sus dotes". 
La línea Almost Naked ("casi desnudo"), que está hecha de bambú ecológico con el medio ambiente sólo consisten en calzoncillos, pero será ampliado en las camisas y otras prendas. Es elástica, el 93% de fibra de bambú que mantiene la humedad fuera del cuerpo.
También cuenta con la línea Shock Jock ("atleta de choque") que resalta las características propiamente en paralelo con el equivalente femenino de Wonderbra. Esta línea se unió, a partir de 2011, a los productos más vendidos de Andrew Christian, que mejora la apariencia de la parte trasera, sin ningún tipo de relleno. También hay productos que añaden acolchado extra en la parte delantera o trasero.
Los trajes de baño se trabajan en dos temporadas; primavera/verano y ropa de playa. A partir de 2007 tenían unos 20 diseños de trajes de baño en comparación con 40 diseños de ropa interior.

## Andrew Christian y la comunidad gay
La empresa en gran medida se dirige a la comunidad gay, junto a la marca operan sitios web de temática gay y celebraciones de eventos en clubes nocturnos. Sus campañas publicitarias se reconocen por ser provocativa e incluyen modelos y actores pornográficos gay como Johnny Rapid. Realizan eventos casi cada fin de semana en todo el mundo en donde las personas llegan a ver los productos en persona, y tener una idea real de la marca. En el 2013 se comenzó a promover el sexo seguro en conjunto con el Día Nacional del condón.

## Distribuidores
- Chileː Inversiones CMO SpA - www.tobiklab.cl
- Chileː E-RUBIK SPA - ONSALE.CL www.onsale.cl
- Chileː Red button Spa - LOVERHOUSE.CL www.loverhouse.cl